# Kirche von Barlingbo

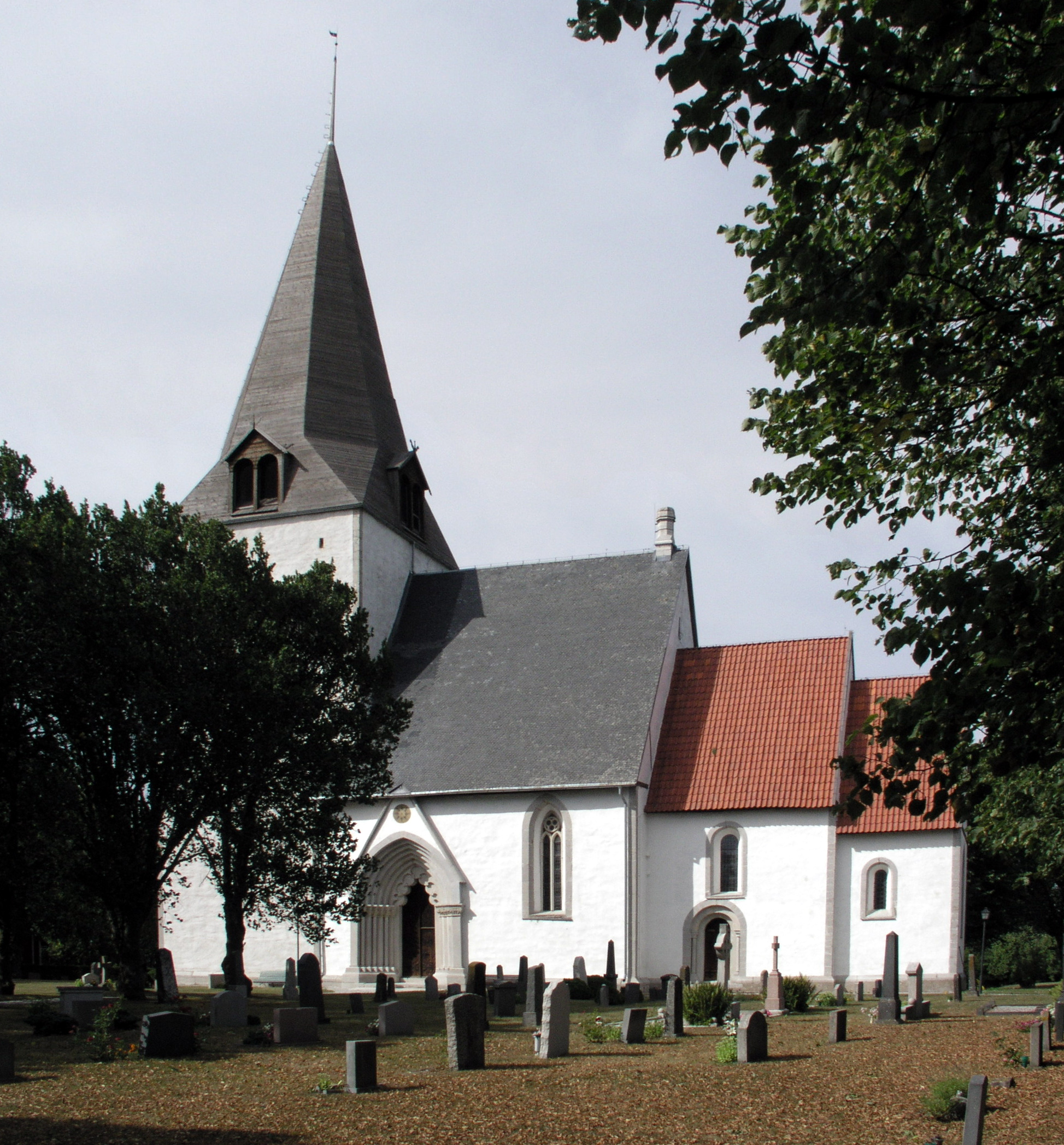
Kirche von Barlingbo

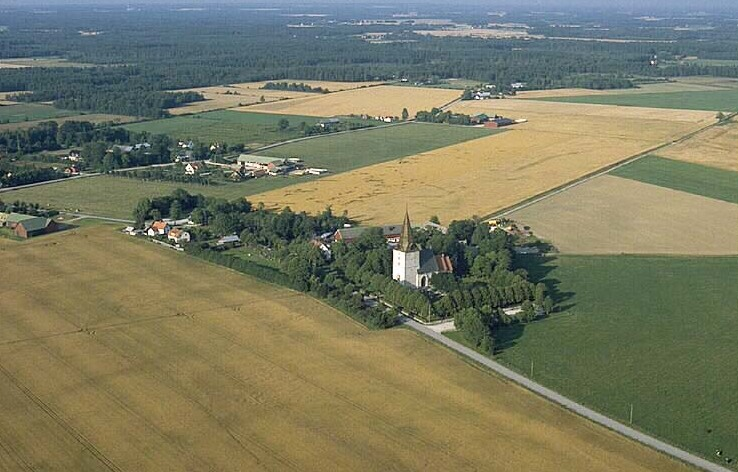
Kirche von Barlingbo

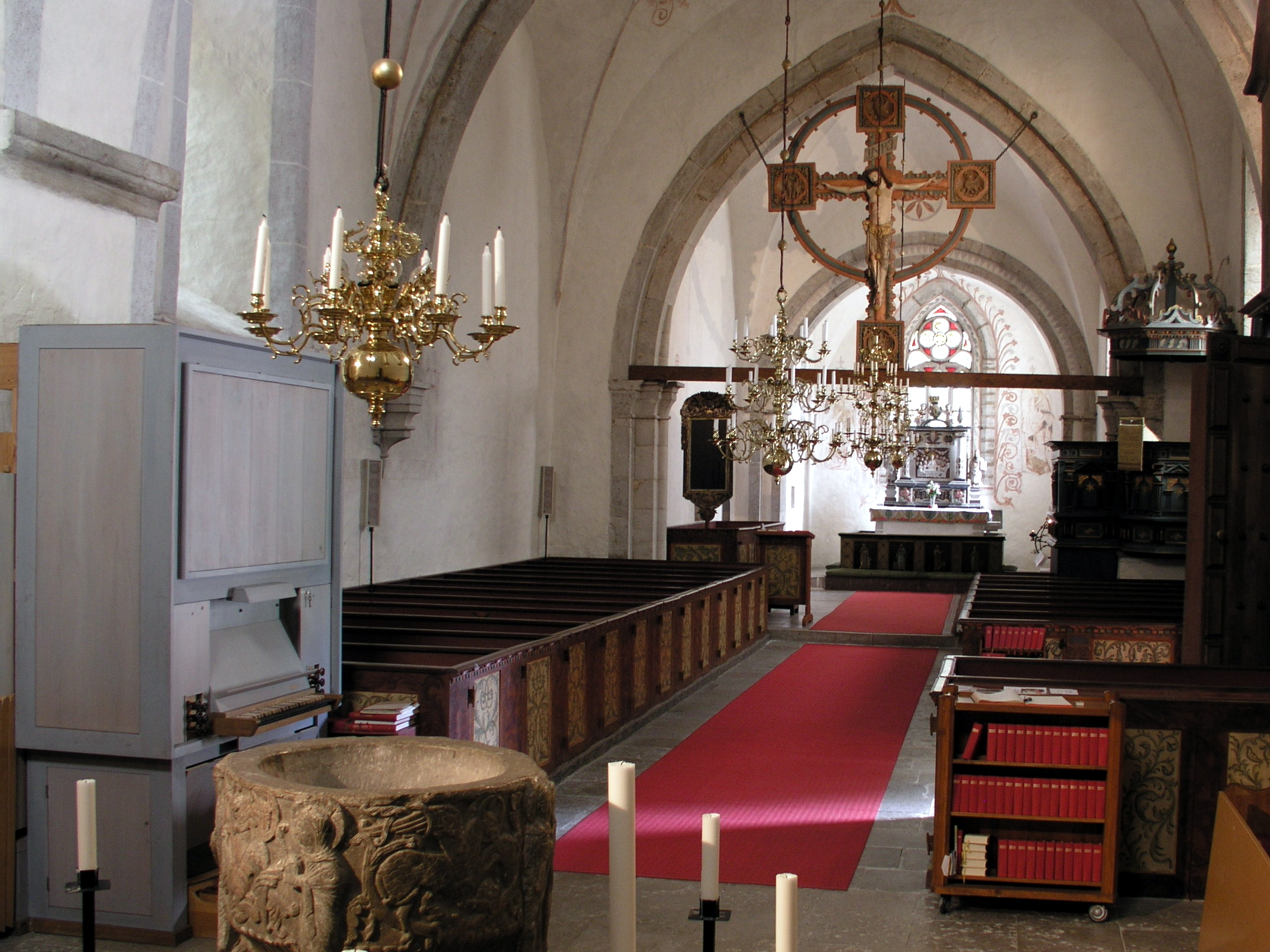
Kirchenraum

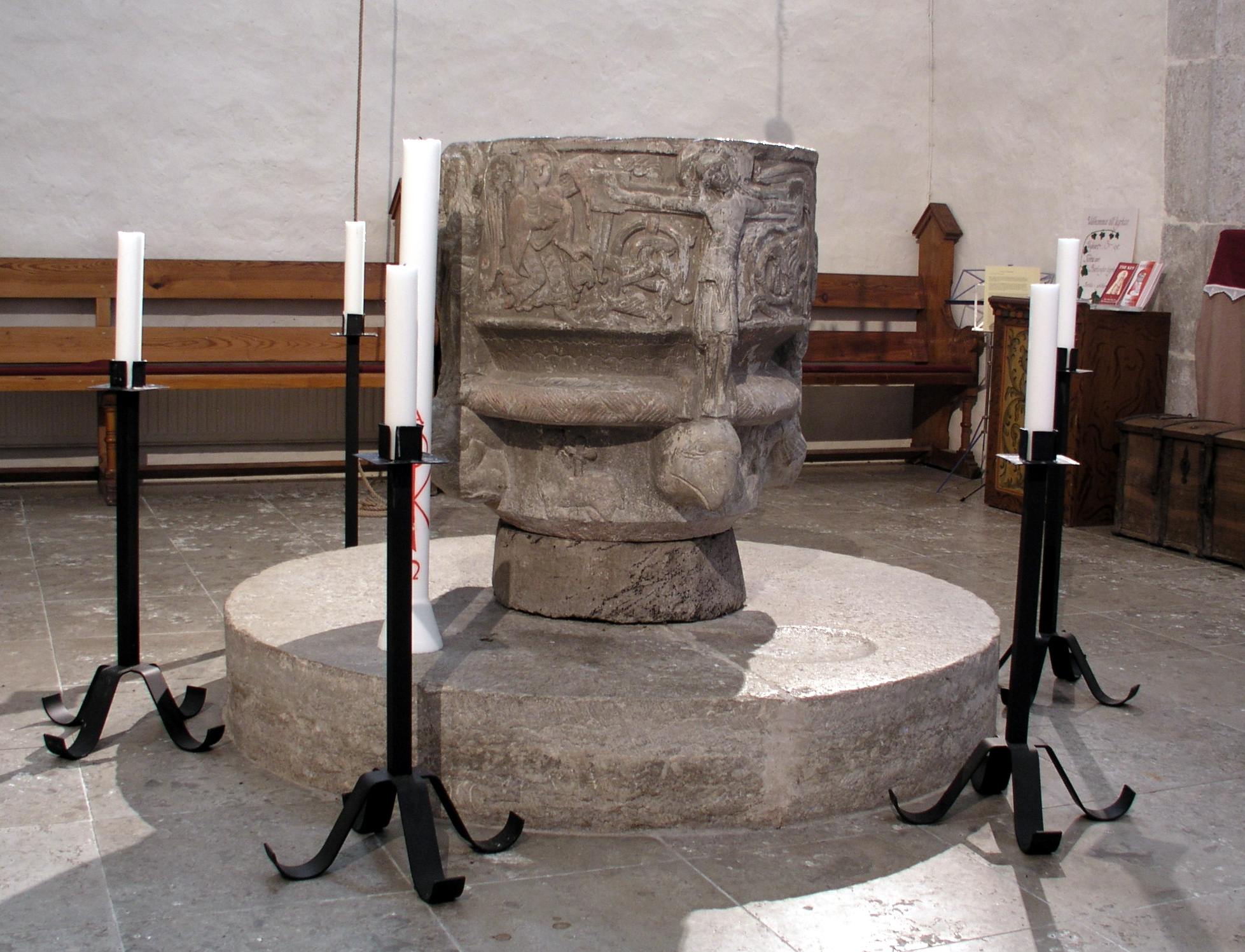
Taufstein

Die Kirche von Barlingbo  (schwedisch Barlingbo kyrka) ist eine Landkirche auf der schwedischen Insel Gotland. Sie gehört zur Kirchengemeinde (schwedisch församling) Barlingbo im Pastorat Roma im Bistum Visby.

## Lage
Die Kirche liegt im westlichen Landesinnern von Gotland, 13 km südöstlich von Visby, 6,5 km nördlich von Roma und 26 km südwestlich von Slite.

## Kirchengebäude
Die Kirchensilhouette steigt in Art einer Treppe in drei Stufen an. Vom relativ niedrigen Chor über das höhere Langhaus zum kräftigen Kirchturm im Westen. Die Kirche ist in der umgebenden Ackerlandschaft gut zu erkennen. Trotz seiner bedeutenden Proportionen ist der Turm nicht zu seiner vollen Höhe ausgebaut worden. Das Glockengeschoss mit den Schallöffnungen musste im unteren Teil der Turmspitze untergebracht werden. Reste einer frühmittelalterlichen Steinkirche mit Turm aus verputztem Kalkstein sind unter der heutigen Kirche ausgegraben worden.
Im zweiten Viertel des 13. Jahrhunderts wurde der heutige Chor im Osten gebaut. Der Chor ist eine Apsis mit einem viereckigen Podest, auf dem der Altar platziert ist. Gleichzeitig mit dem Chor entstand eine Sakristei mit zwei Räumen auf der nördlichen Seite. In der Mitte des 13. Jahrhunderts wurden die Mauern des Langhauses errichtet. 1280 wurde der Bau mit dem Turm abgeschlossen, während gleichzeitig das Langhaus überwölbt wurde.
Das große gotische Südportal im Langhaus fungiert als Haupteingang. Es hat eine gehauene Einfassung und perspektivisch platzierte Bögen. Oberhalb liegt ein Giebelfeld, dessen Höhe die der Dachtraufe überschreitet. Ein großes gotisches Portal, das heute zugemauert ist, findet sich auf der Nordseite des Turms. Ein romanisches Portal befindet sich an der Südfassade des Chors.  Der Innenraum erhält seinen Charakter durch die kräften Bögen, die das verwegene  Kreuzgewölbe tragen, das den Raum vom Podest im Osten bis zum Turmraum im Westen überspannt. In der Ostwand befindet sich ein spitzbogiges Fenster mit Maßwerk vom Ende des 13. Jahrhunderts und im Westen wird der Raum von einem großen Rundfenster im Turm abgeschlossen. 

## Glas- und Wandmalereien
Viele der Fenster haben bemerkenswerte figürliche und ornamentale Glasmalereien, die um 1280 entstanden. 
An den Seitenwänden und im Gewölbe befinden sich mittelalterliche Kalkmalereien aus verschiedenen Perioden, darunter  Malereien, die dem  sogenannten Unionsmeister zugeschrieben werden. Unter diesen befindet sich eine für Gotland ungewöhnliche Serie von Apostelbildern um den Altar herum.

## Ausstattung
- Der reich skulptierte und mit der Runeninschrift (G 229) versehene Taufstein im Turmraum stammt aus dem 12. Jahrhundert und ist einer der bemerkenswertesten auf Gotland.
- Das große Triumphkreuz mit einem Radkreuz und Symbolen der Evangelisten an den Kreuzenden ist auf die 1240er Jahre datiert und wird dem Tingstädemeister (auch vertreten in der Tingstäde) zugeschrieben.
- Die Kanzel wird auf 1673 datiert und ruht auf einem mittelalterlichen Seitenaltar.
- Der Altar aus Sandstein wurde 1683 gemacht.
- Die Kirchenglocke wurde am Anfang des 15. Jahrhunderts gegossen.
- Die Orgel wurde von Grönlunds Orgelbyggeri aus Gammelstad gebaut.